# Поселення Сиворакші
Поселення Сиворакші — зоологічна пам'ятка природи місцевого значення. Об'єкт розташований на території Світловодського району Кіровоградської області, поблизу с. Подорожнє.
Площа — 0,2 га, статус отриманий у 2003 році.